# JLA/Avengers
JLA/Avengers (ou Avengers/JLA) est un comic book crossover en 4 épisodes publié au format Prestige par DC Comics et Marvel Comics entre septembre 2003 et mars 2004,. La série est écrite par Kurt Busiek, avec des dessins de George Pérez. Elle présente une alliance entre les équipes de super-héros des deux compagnies : la Justice League de DC Comics et les Avengers de Marvel.

## Synopsis
Manipulés respectivement par Metron et le Grand Maître dans le cadre d'un pari entre ce dernier et Krona, un ancien ennemi de Green Lantern, les Vengeurs et la Ligue de justice d'Amérique sont lancés à la recherche d'artefacts éparpillés sur leurs deux mondes, et doivent faire face à leurs différences.
Après s'être affrontés pour la possession des artefacts, les héros doivent mettre en échec Krona qui cherche à annihiler leurs univers pour découvrir le secret de la Création, dans une lutte au cours de laquelle tous les membres ayant jamais adhéré à leurs équipes interviendront.

## Histoire éditoriale
En 1979, DC et Marvel s'entendent pour co-publier une série crossover impliquant les deux équipes, écrite par Gerry Conway et dessinée par George Pérez. Le scénario de la version originale était une histoire de voyage dans le temps impliquant Kang le conquérant de Marvel et le Seigneur du Temps (en) de DC. L'auteur et éditeur Roy Thomas est engagé pour scénariser le livre, basé sur une intrigue de Conway. Bien que le travail est commencé en 1981 (Pérez avait dessiné 21 pages au milieu de l'année 1983) et que sa sortie était prévue pour mai 1983, des disputes éditoriales – qui auraient été incitées par le rédacteur-en-chef de Marvel Jim Shooter – empêchèrent l'histoire d'être terminée,. L'échec de la publication de JLA/Avengers causa aussi l'annulation d'un autre crossover prévu pour 1982, le crossover The Uncanny X-Men and The New Teen Titans.
Un accord a été conclu entre les deux compagnies en 2002, avec une nouvelle histoire écrite par Kurt Busiek et dessinée par George Pérez. Dans un panel commun de la WonderCon 2000, Busiek (alors scénariste pour la série Avengers) et Mark Waid (alors scénariste pour la série JLA) ont déclaré qu'ils étaient presque parvenus à un accord pour commencer le crossover dans les numéros réguliers des titres respectifs, mais que les deux entreprises n'ont pas pu parvenir à un accord commercial. Cependant, quand la série a été approuvée, Waid était indisponible en raison d'un contrat d'exclusivité avec la compagnie CrossGen. Busiek devient alors le seul scénariste sur le projet. Pérez avait également un contrat d'exclusivité avec CrossGen, mais avait une clause lui permettant de réaliser la série si et quand elle serait approuvée.
JLA/Avengers est dans le canon des deux compagnies. L'oeuf cosmique apparaît dans Trinity (en) de DC et le crossover lui-même est décrit dans Official Handbook of the Marvel Universe. La série est réimprimée par DC Comics en 2004 dans une édition collector en deux volumes (qui inclut les pages de la première version réalisée par Pérez en 1983).
La série a été traduite en France par Semic en 2004 dans les 4 numéros de la revue du même nom.